# Житники (Уманський район)
Жи́тники — село в Україні, у Жашківській міській громаді Уманського району Черкаської області. Розташоване на обох берегах річки Житниці (притока Гірського Тікичу) за 9 км на південний захід від міста Жашків та за 7 км від автошляху М05. Населення становить 901 особа.

## Історія
Перша згадка про Житники залишилася у книзі «Сказание о населенных местностях Киевской Губернии» написаній Лаврентієм Похилевичем у 1864 році. За описом в селі проживало православних осіб — 979, римських католиків — 20, євреїв — 15.
За легендою, під час поневолення Київської Русі монголо-татарами, із заселеної місцевості, де населення платило данину князям і зазнавало напади монголо-татар, були змушені тікати від цього гніту. В ті часи в цій місцевості були дрімучі ліси, із села Розсошки втекло спочатку 4 сім'ї, які поселилися на цьому місці, біля річки Ольшанка, яка є притокою Гірського Тікичу. Ці люди займалися рибальством, полюванням і вирубували ліс для вирощування овочів і жита. В цій місцевості люди не платили податків, не зазнавали нападів монголо-татар, жито родило високе, з велике з гарним колосом і людям було вдосталь хліба, і від того часу це поселення стали називати Житниками.
Перед жовтневим переворотом у селі проживали пани, одного з них звали Баша, від якого пішла назва Башовий ліс, який існує і зараз.
Під час Голодомору 1932—1933 років, тільки за офіційними даними, від голоду померло 315 а за неофіційними близько 980 мешканців села.
268 уродженців села брали участь у боях Радянсько-німецької війни, 132 з них загинули, 103 нагороджені орденами й медалями. На їх честь в селі встановлено пам'ятник.
Станом на 1972 рік в селі проживала 1 381 особа, тут була розміщена центральна садиба колгоспу імені Куйбишева, за яким було закріплено 2 444,6 га сільськогосподарських угідь, у тому числі 2 320,4 га орної землі. В господарстві вирощували зернові і технічні культури, було розвинуте м'ясо-молочне тваринництво. Працювали автотракторна майстерня, пилорама, крупорушка, млин. Також на той час працювали середня школа, будинок культури на 500 місць, бібліотека з фондом 9,6 тисяч книг, дитячі ясла, фельдшерсько-акушерський пункт, філія зв'язку, два магазини.

## Сучасність
У селі є загальноосвітня школа I—III ступенів, будинок культури на 500 місць, бібліотека, фельдшерсько-акушерський пункт, а також відділення зв'язку, АТС на 40 абонентів, магазин, філія Ощадбанку.

## Відомі люди
- Бочковський Леонард Юліанович (1895 — 1918) — член Української Центральної Ради.
- Гуртовенко Валентина Андріївна (Марія Доля) —  поетеса.
- Левченко Андрій Якимович (1917—1965) — український радянський фотограф-документаліст.

## Галерея

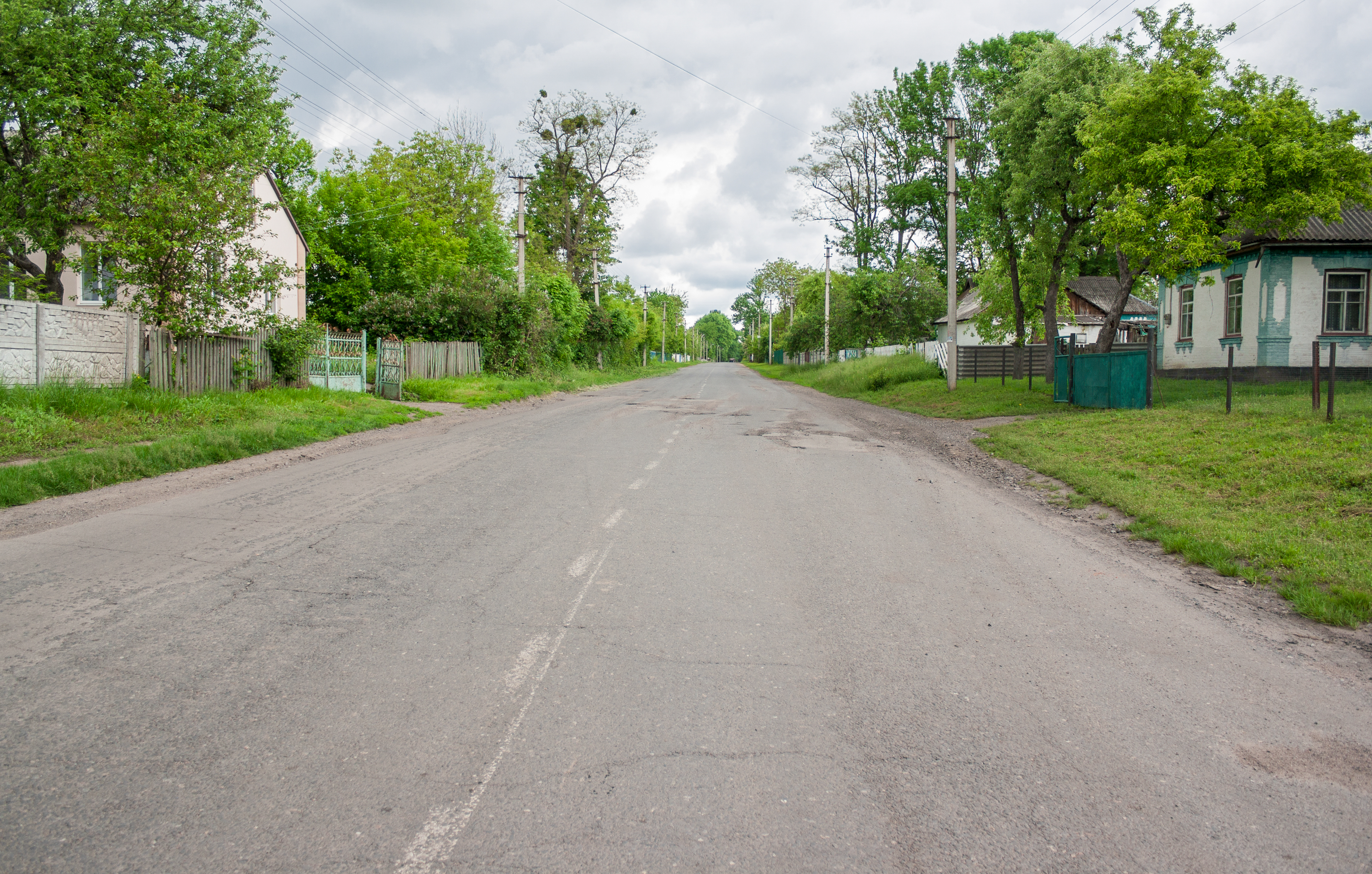
Вулиця Соборна
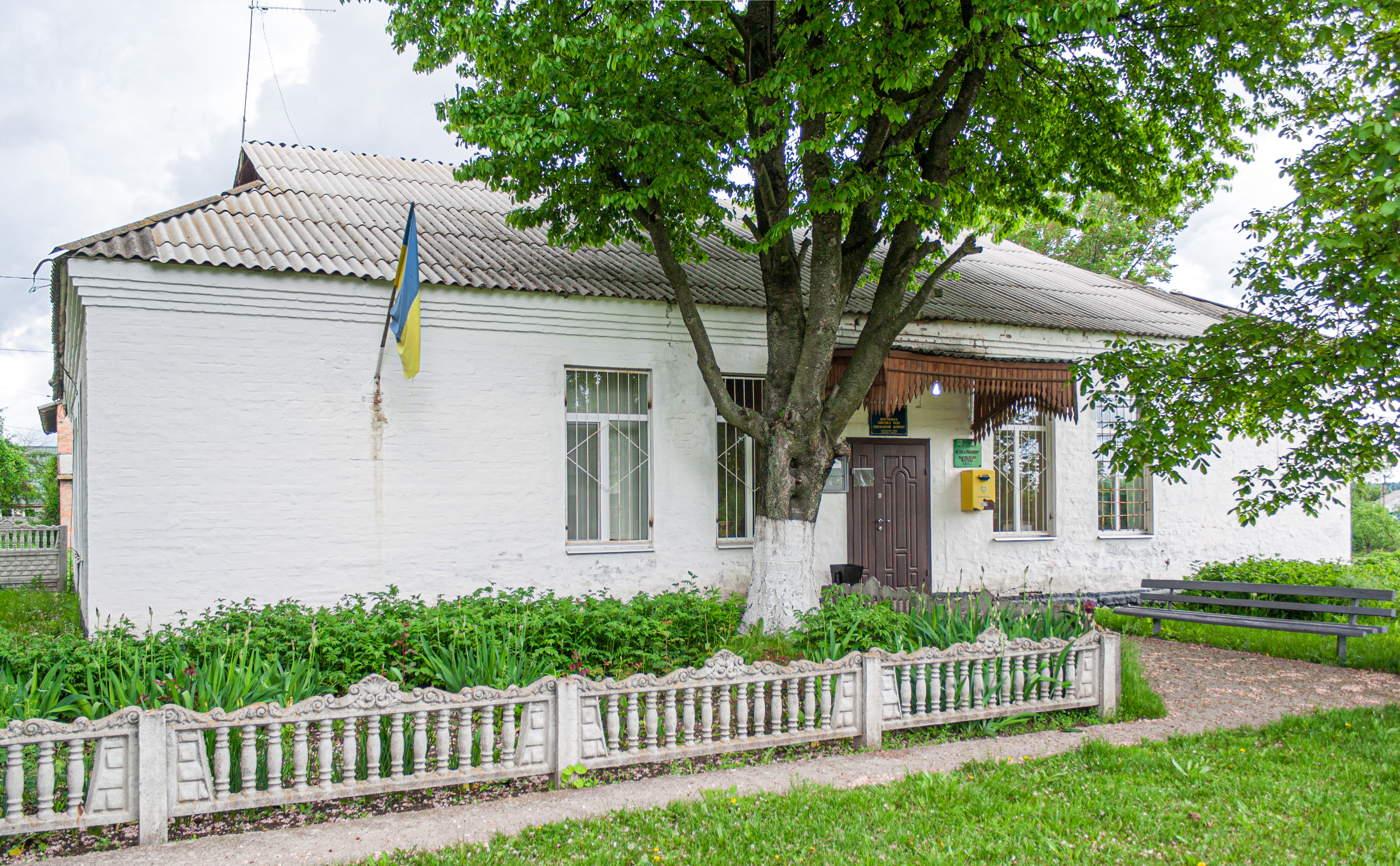
Сільська рада
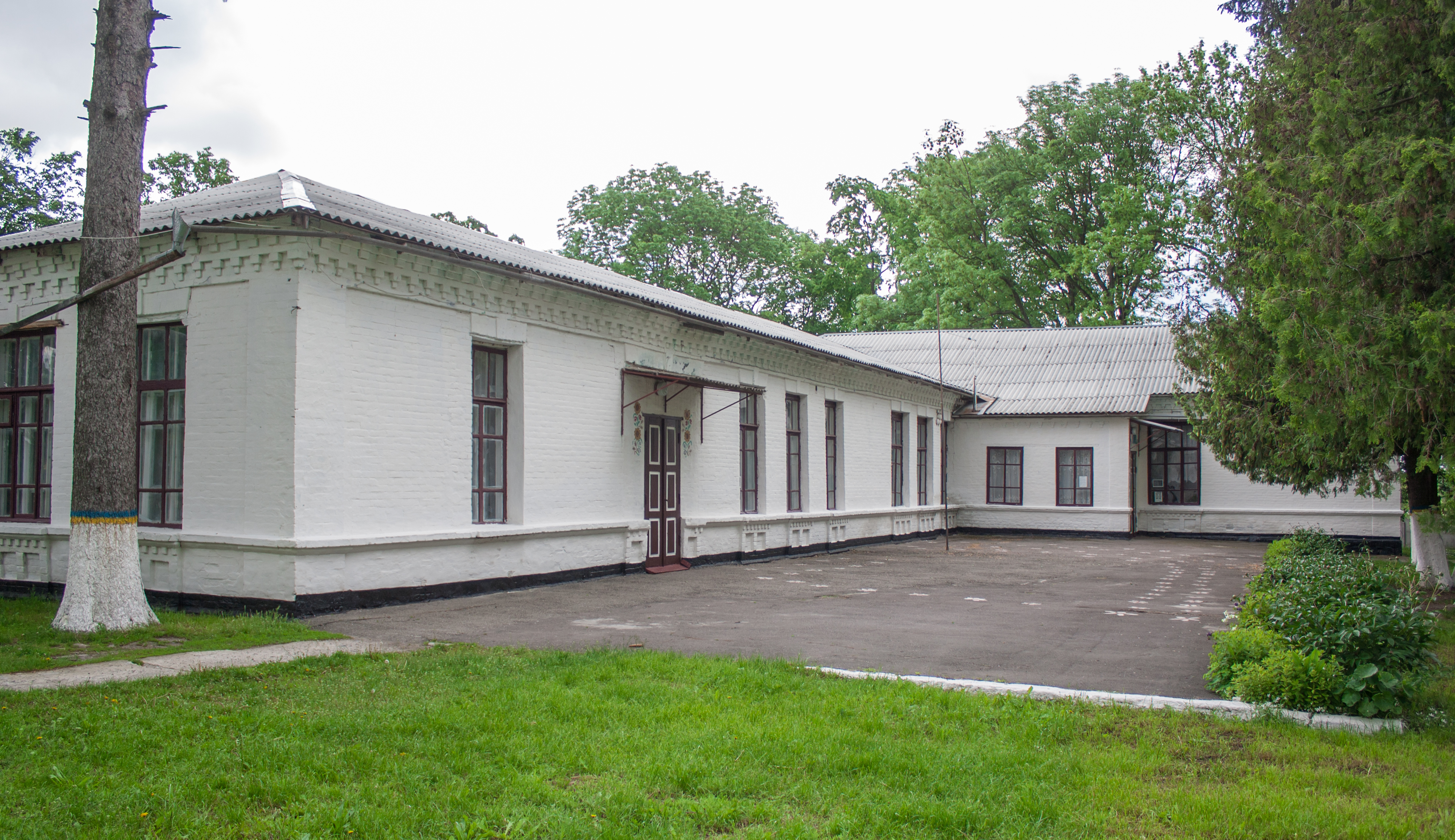
Школа
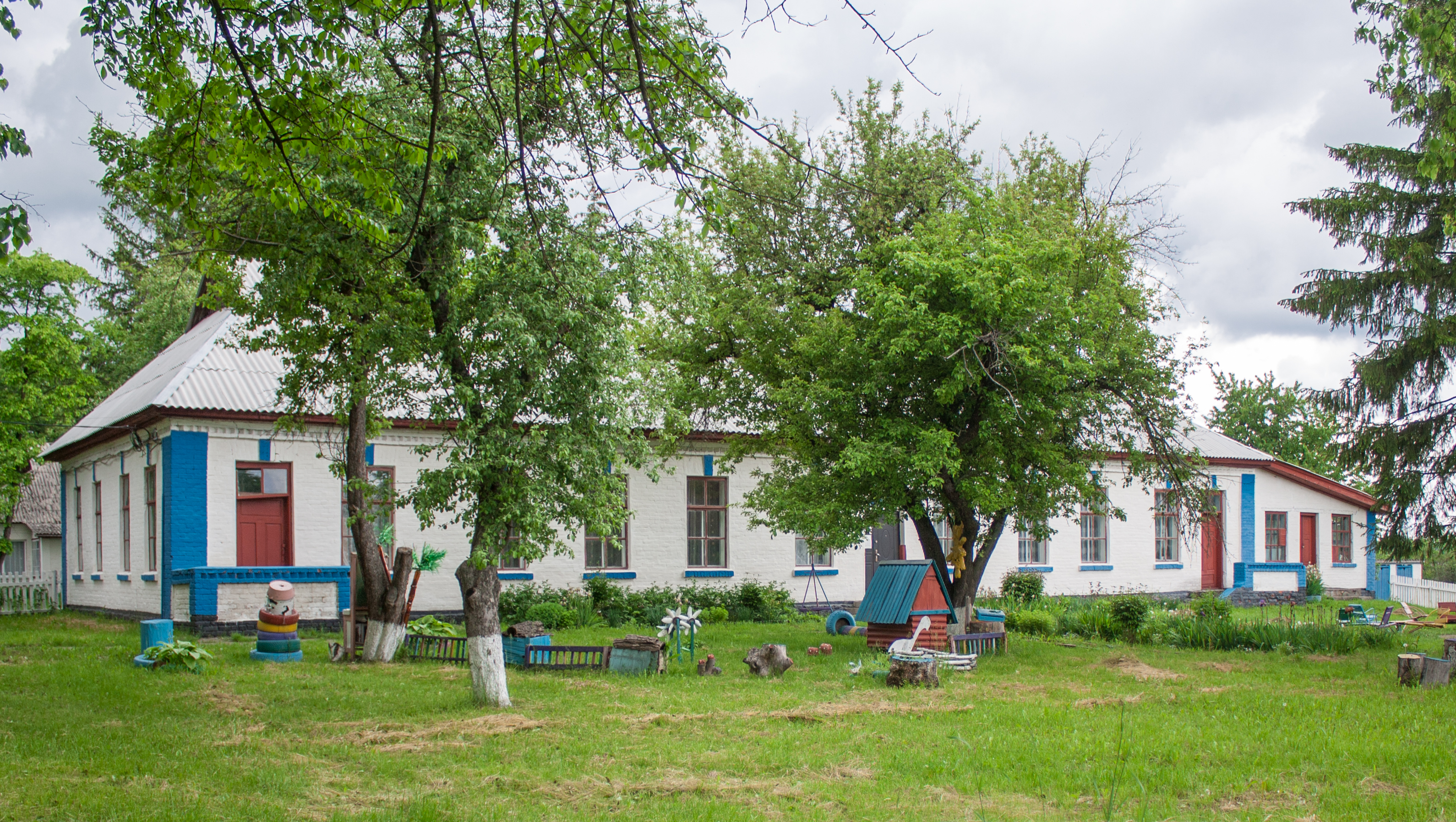
Дитсадок
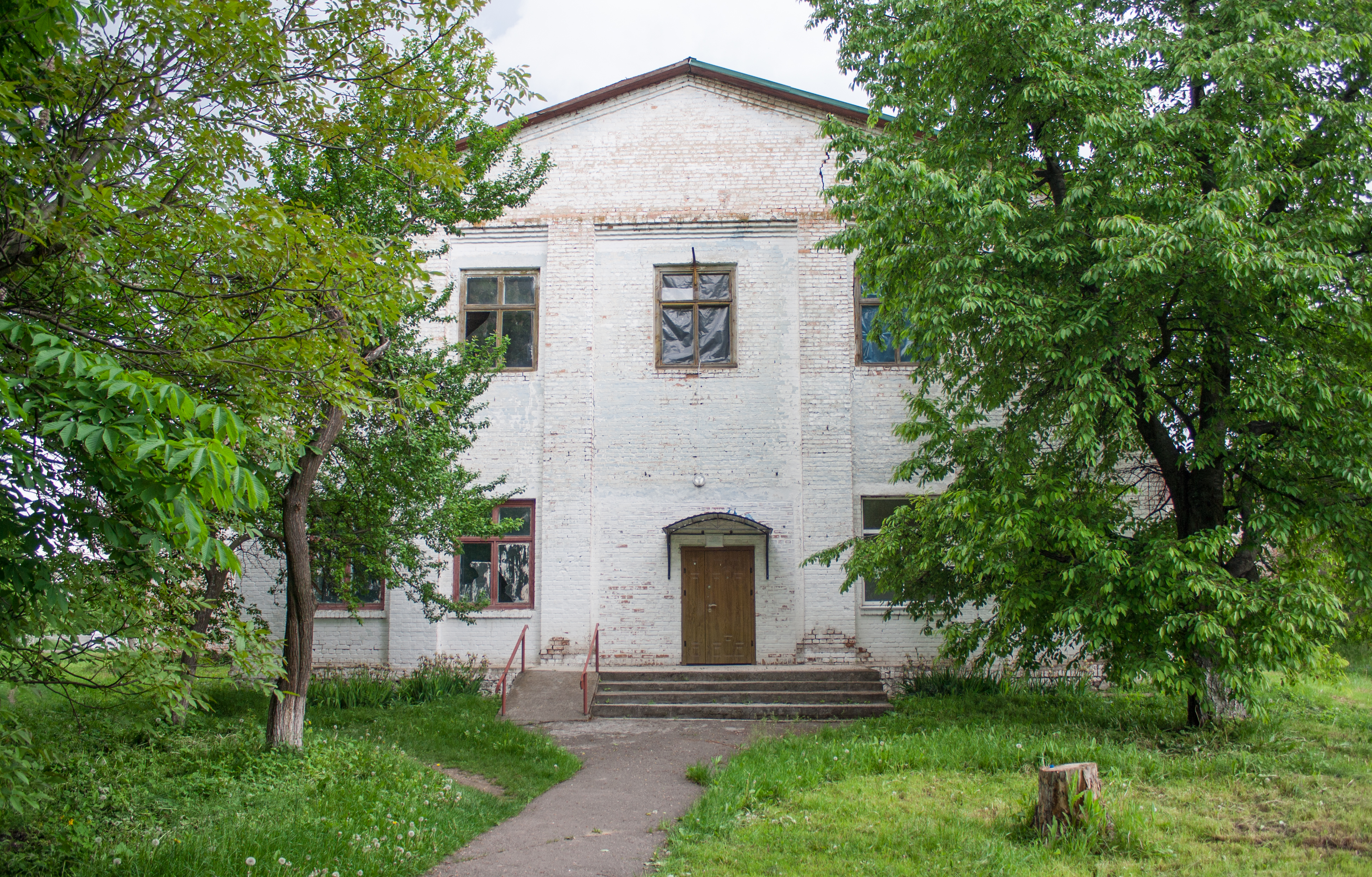
Будинок культури
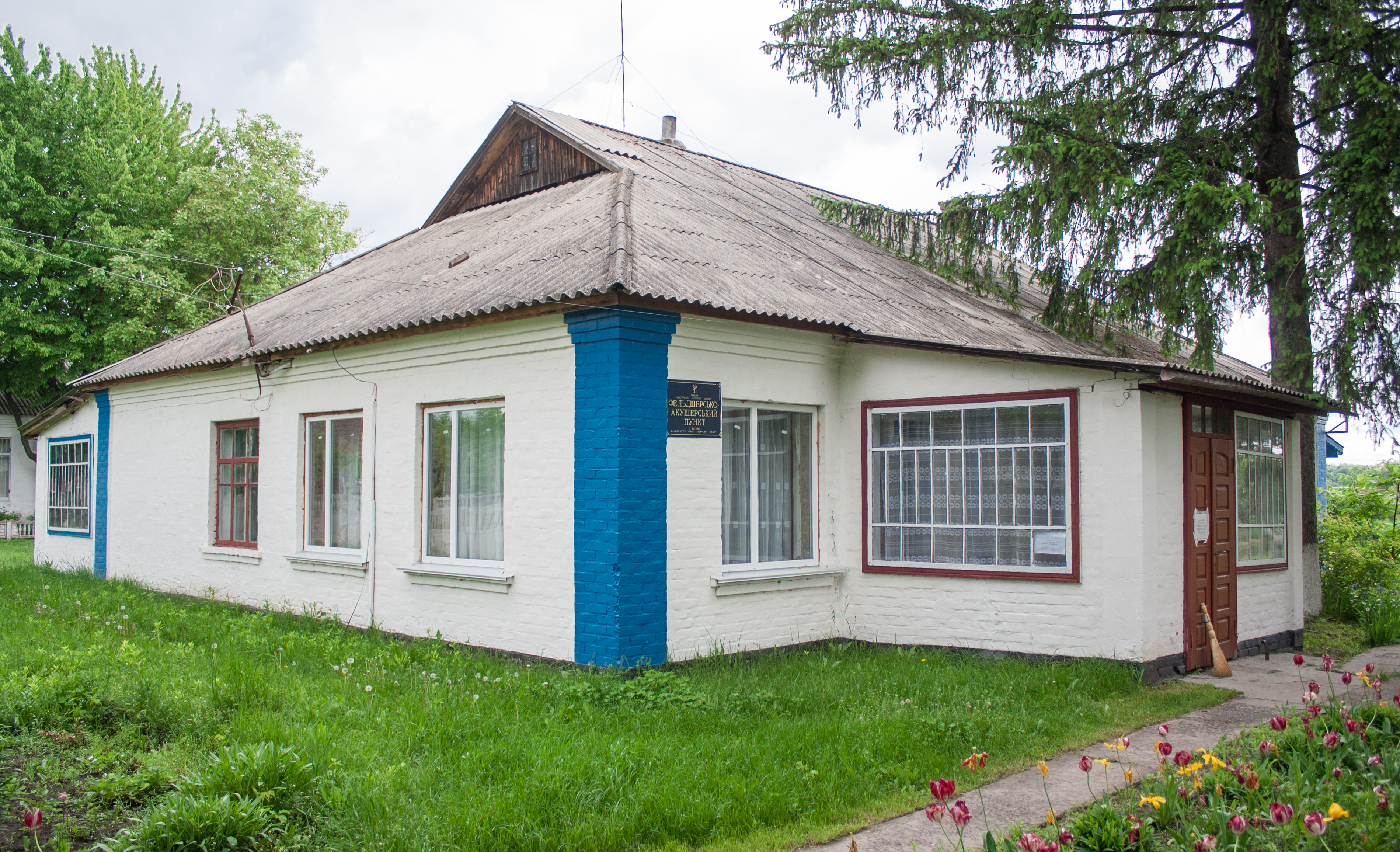
ФАП
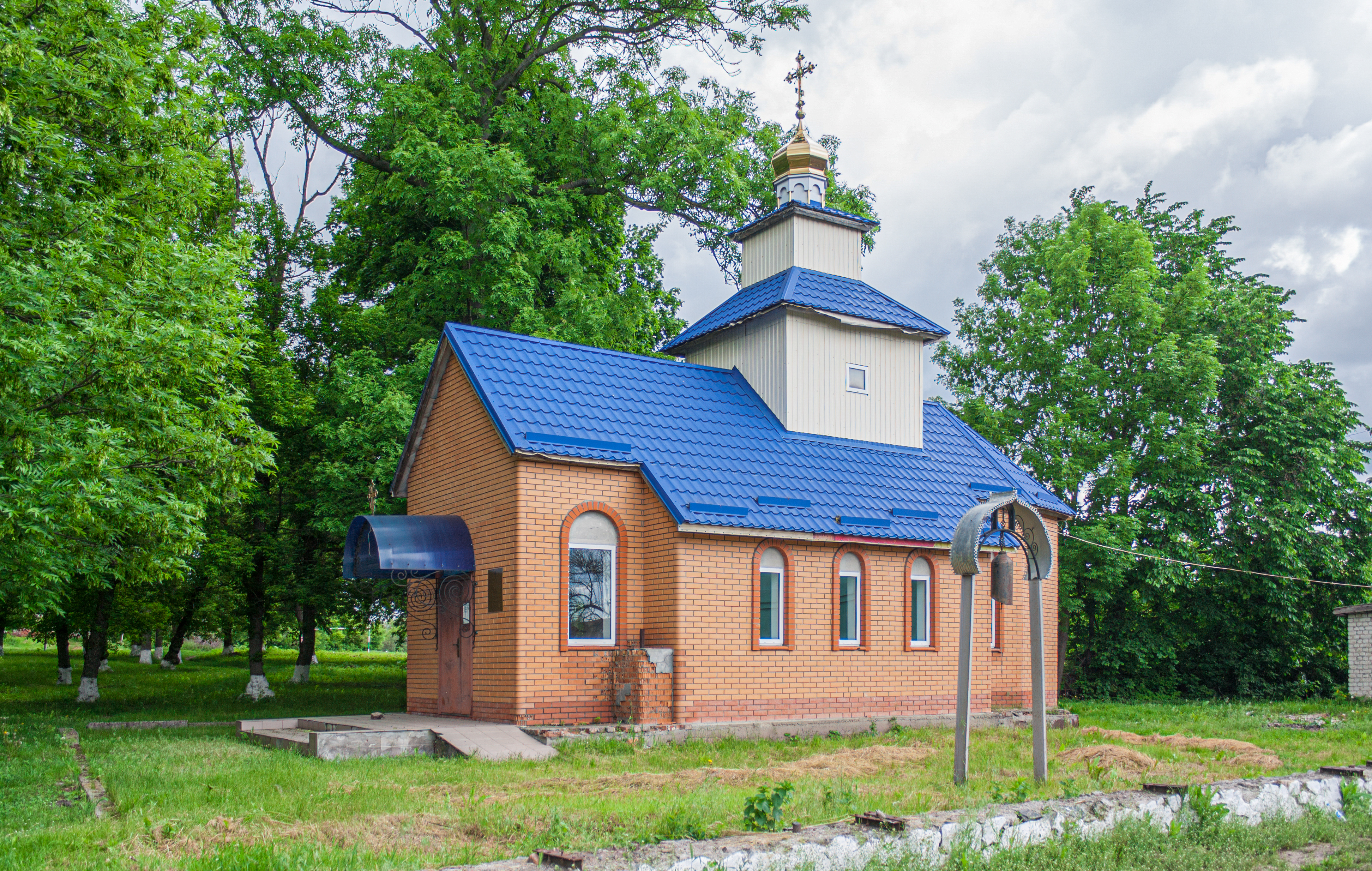
Церква
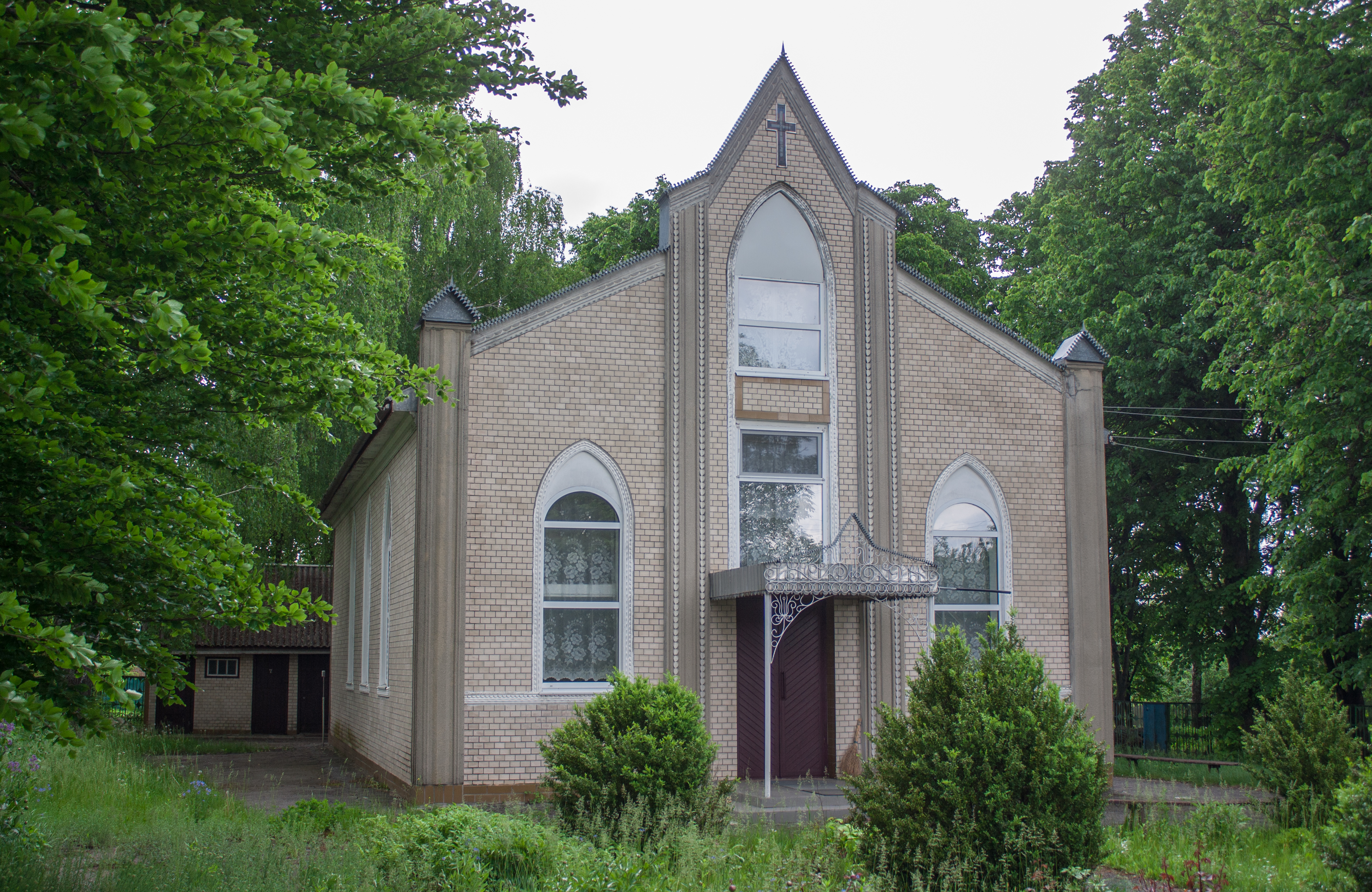
Дім молитви
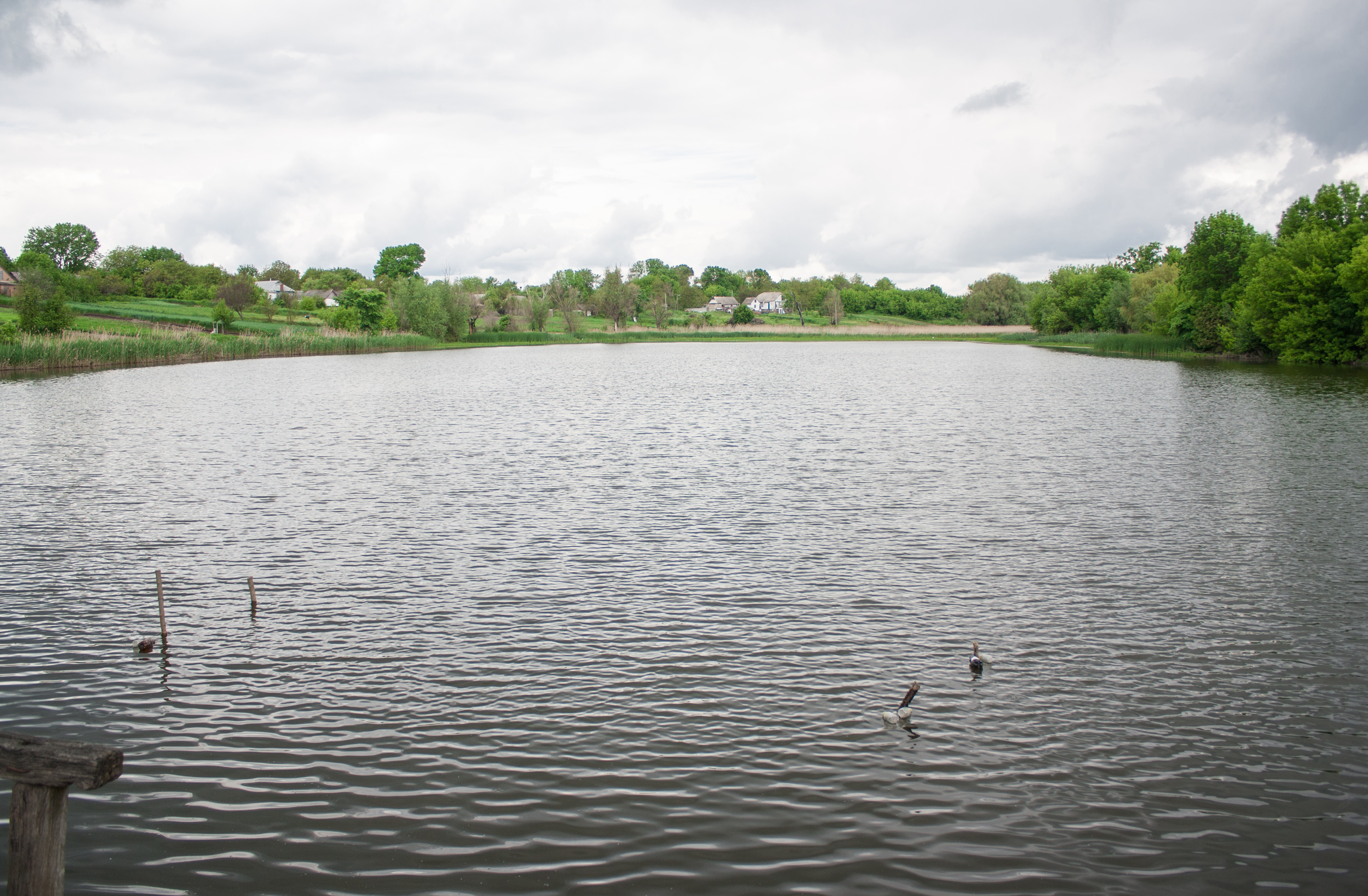
Ставок
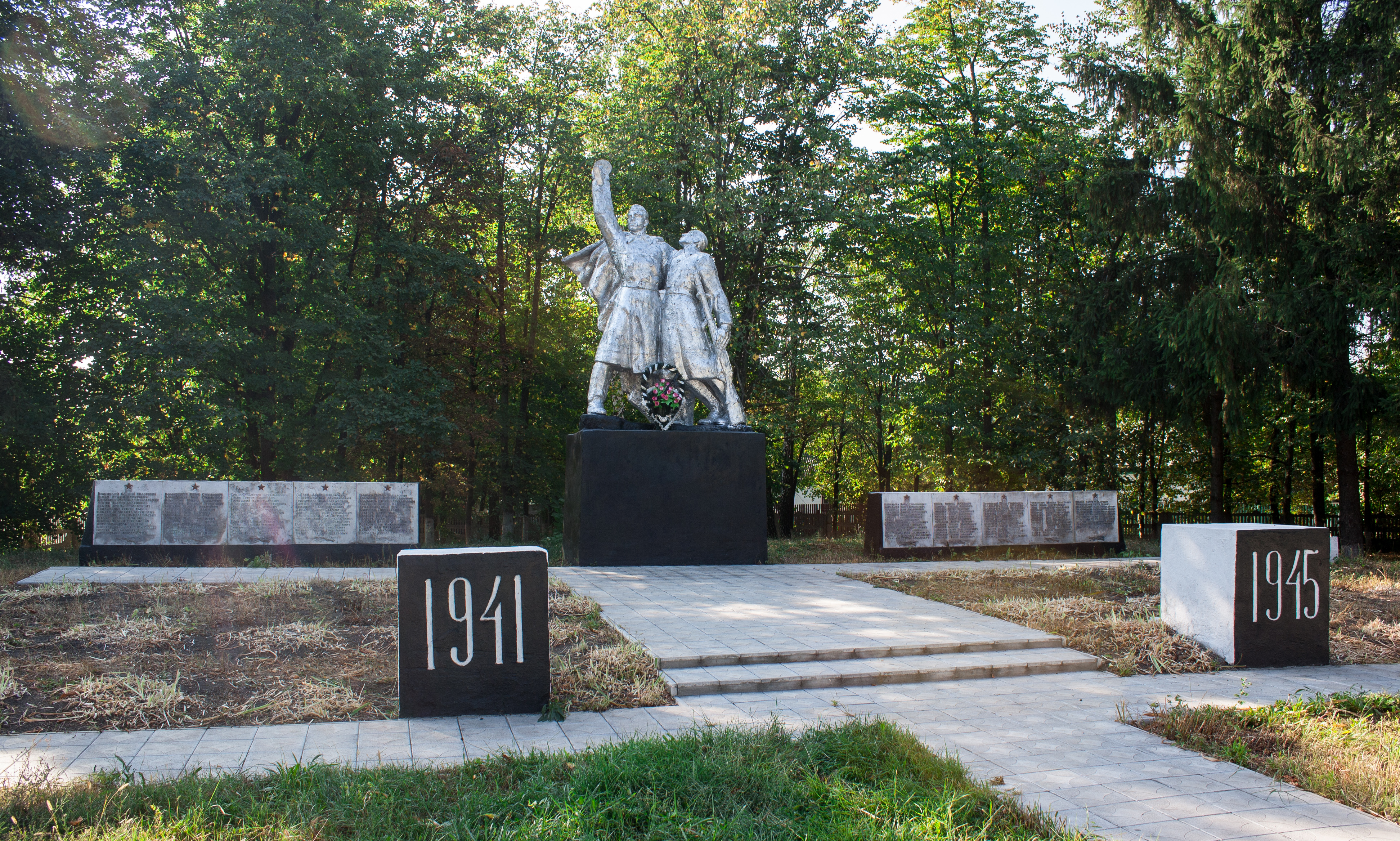
Пам’ятник воїнам-односельчанам
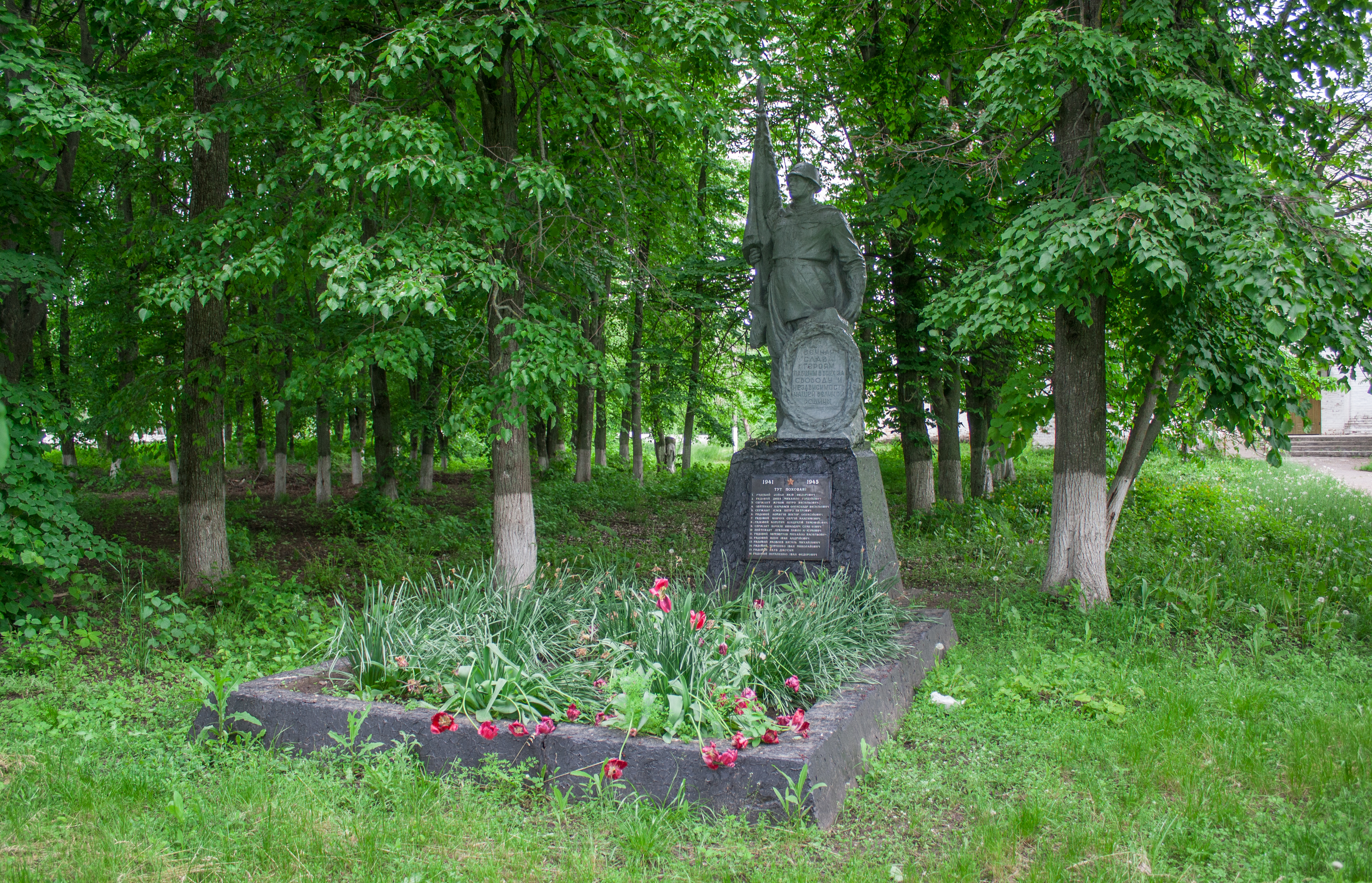
Братська могила радянських воїнів
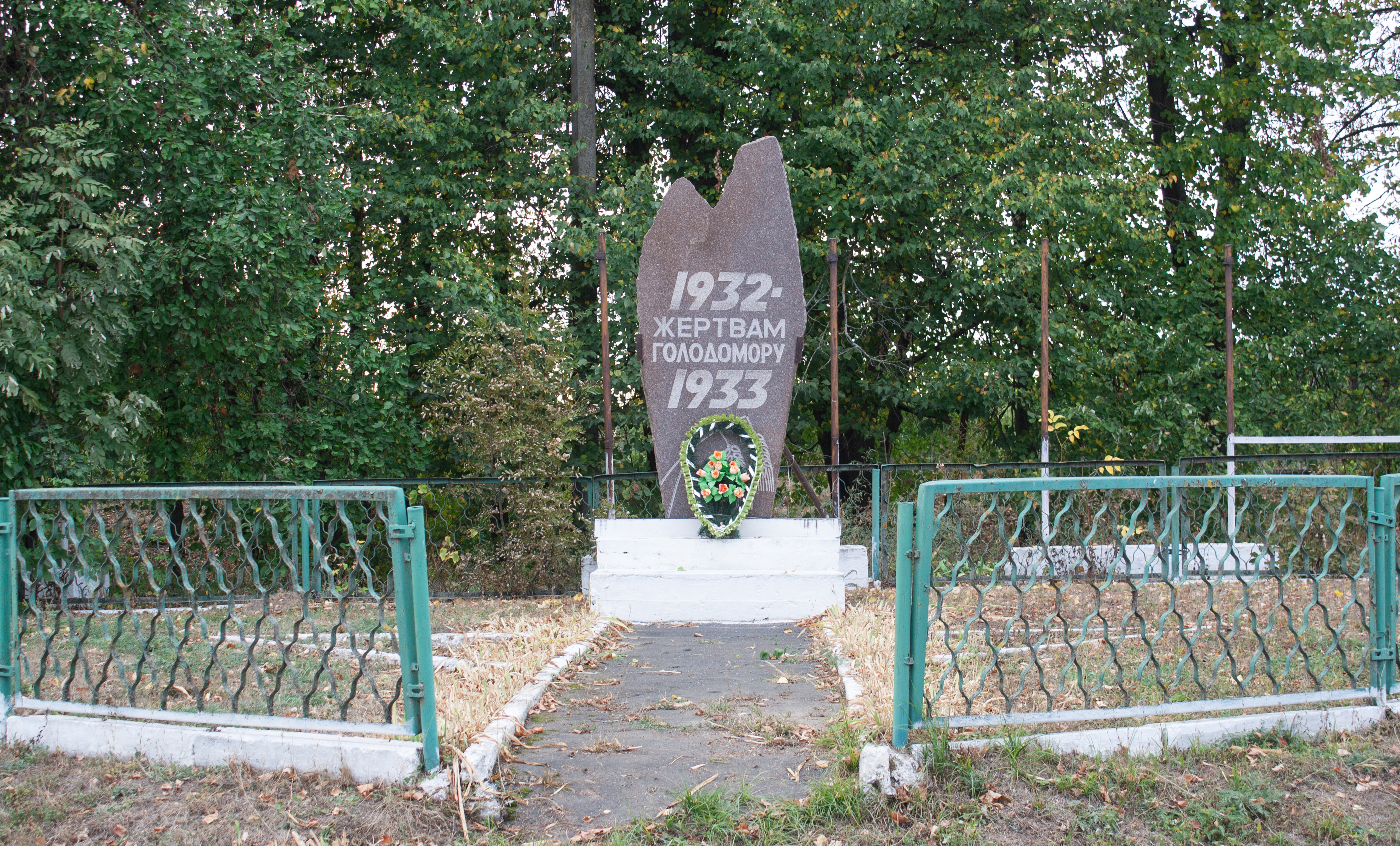
Пам'ятний знак жертвам Голодомору

### Ресурси інтернету
- Житники на who-is-who.com.ua [Архівовано 3 серпня 2017 у Wayback Machine.]